# Dolmen de la Roche-à-la-Vache

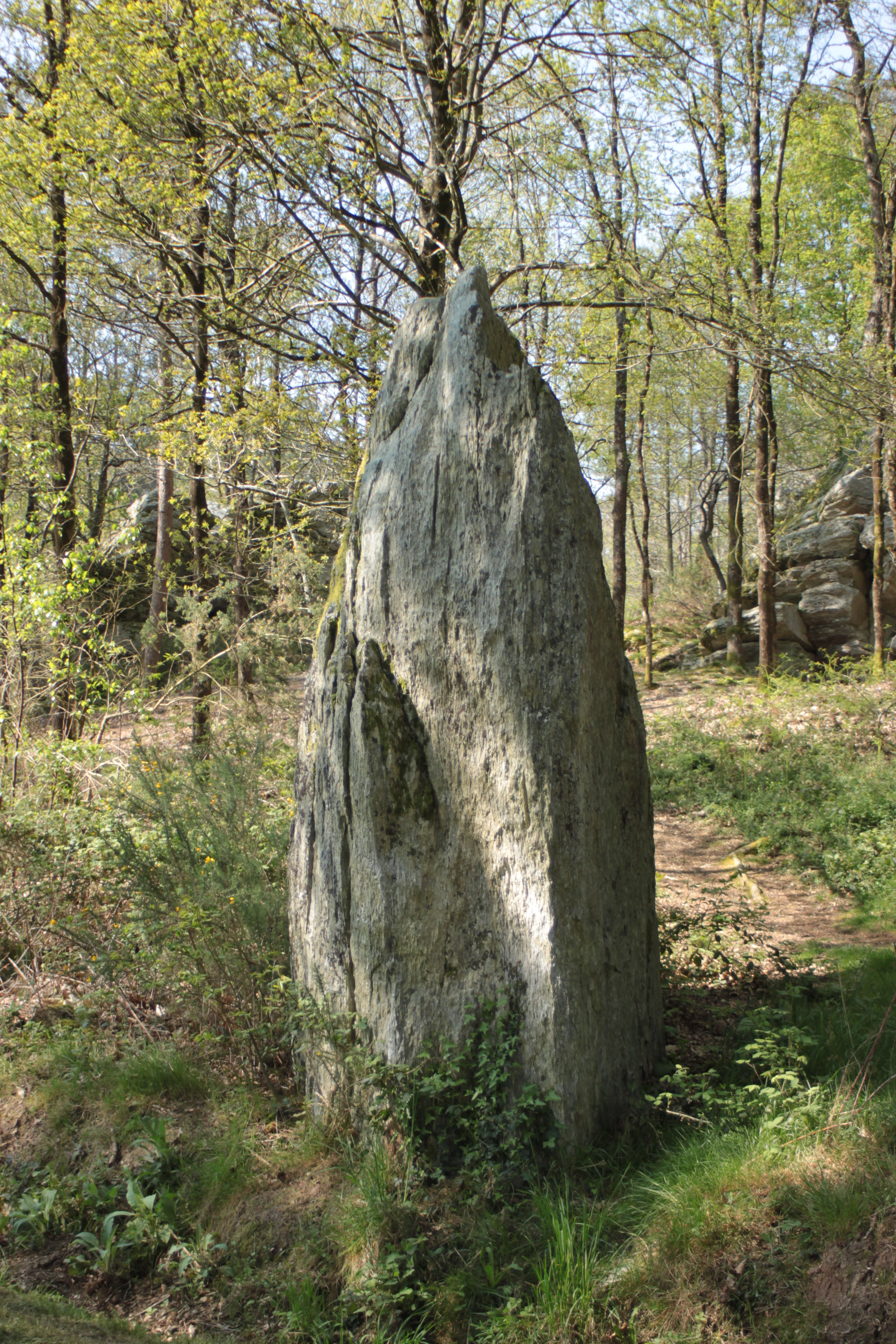
Vorne Le Fuseau de Berthe – im Hintergrund der Dolmen de la Roche-à-la-Vache

Der Dolmen de la Roche-à-la-Vache (auch Le Rocher de la Vache – deutsch Fels der Kuh – genannt) liegt südlich von La Normandais, östlich von Sévérac im Département Loire-Atlantique in Frankreich. Er ist nicht zu verwechseln mit dem Dolmen Rocher de la Vache östlich von Saint Brice im Département Charente. Dolmen ist in Frankreich der Oberbegriff für neolithische Megalithanlagen aller Art (siehe: Französische Nomenklatur).
Der Dolmen de la  Roche-à-la-Vache ist ein im 19. Jahrhundert christianisiertes Megalithmonument. Auf seiner Oberseite steht eine Statue von St. Michael als Drachentöter.
Der Dolmen ist etwa 4,9 Meter lang und 2,95 m breit und 1,40 m hoch. Unterhalb liegt ein halb begrabener Steinkreis.
Etwa 70 m entfernt steht der etwa 3,6 m hohe und breite und 0,8 m dicke Menhir Le Fuseau de Berthe.